# Grądy (gromada w powiecie monieckim)
Grądy – dawna gromada, czyli najmniejsza jednostka podziału terytorialnego Polskiej Rzeczypospolitej Ludowej w latach 1954–1972.
Gromady, z gromadzkimi radami narodowymi (GRN) jako organami władzy najniższego stopnia na wsi, funkcjonowały od reformy reorganizującej administrację wiejską przeprowadzonej jesienią 1954 do momentu ich zniesienia z dniem 1 stycznia 1973, tym samym wypierając organizację gminną w latach 1954–1972.
Gromadę Grądy z siedzibą GRN w Grądach utworzono – jako jedną z 8759 gromad – w powiecie monieckim w woj. białostockim, na mocy uchwały nr 19/V WRN w Białymstoku z dnia 4 października 1954. W skład jednostki weszły obszary dotychczasowych gromad Nowiny Kasjerskie, Nowiny Zdroje i Jaskra oraz obszar lasów państwowych N-ctwa Knyszyn o pow. 426,78 ha ze zniesionej gminy Kalinówka, obszar dotychczasowej gromady Zofiówka ze zniesionej gminy Krypno oraz miejscowości Grądy, Poniklica, Wodziłówka i obszar lasów państwowych N-ctwa Knyszyn o pow. 224,77 ha obejmujący oddziały 123—131 wyłączone z miasta Knyszyn (wszystkie jednostki w tymże powiecie), a także obszar lasów państwowych N-ctwa Knyszyn o pow.1356,97 ha obejmujący oddziały 29—33, 47—53, 72—75, 96—98, 119—122 ze zniesionej gminy Obrubniki w powiecie białostockim. Dla gromady ustalono 12 członków gromadzkiej rady narodowej.
31 grudnia 1959 gromadę Grądy zniesiono, włączając jej obszar do nowo utworzonej gromady Zofiówka.